# 巴達爾加奇烏帕齊拉
巴達爾加奇乌帕齐拉是孟加拉国瑙岡縣的一个乌帕齐拉，位於拉傑沙希专区的瑙岡縣。。

## 人口
據1991年孟加拉國人口普查，巴達爾加奇共有戶數36,614戶，人口176610人。其中男性佔比51.34%，女性佔比48.66%；成年人口97,158人。該地7歲以上人口之平均識字率為28.4%，低於全國平均值（32.4%）。